# Carl Rakosi
Carl Rakosi est un poète américain né le 6 novembre 1903 et mort le 25 juin 2004 . Il fut l'un des membres originaux du groupe des Objectivistes.

## Biographie
Carl Rakosi vécut enfant à Berlin et en Hongrie. En 1910, il partit pour les États-Unis avec son père et sa belle-mère. Son père était bijoutier et horloger à Chicago et plus tard dans l'Indiana. Sa famille, très modeste, parvint tout de même à l'envoyer à l'université de Chicago, et ensuite à l'université du Wisconsin à Madison. Durant ses études, il commença à écrire de la poésie. Diplômé, il fut un temps travailleur social avant de reprendre des études de psychologie. C'est alors qu'il changea de nom (à l'origine Callman Rawley), pensant qu'il aurait de meilleures chances de trouver un emploi s'il avait un nom à consonances plus américaines. Après avoir été quelque temps psychologue et professeur, il reprit ses activités de travailleur social pour le reste de sa vie professionnelle.

## Son œuvre
À l'université du Wisconsin à Madison, Rakosi édita la Wisconsin Literary Magazine. Sa poésie était alors influencée par W. B. Yeats, Wallace Stevens, et E. E. Cummings. Il commença aussi à lire William Carlos Williams et T. S. Eliot. En 1925, il avait publié des poèmes dans The Little Review et dans Nation.
À la fin des années 1920, Rakosi fut en correspondance avec Ezra Pound, incité par Louis Zukofsky à entrer en contact avec lui. Il participa au numéro Objectiviste de la revue poetry de 1931 et à l'ouvrage Objectivist Anthology conçu par Louis Zukofsky et publié en France (Toulon) par George Oppen. Quant aux Objectivistes, Rakosi fit des réserves quant à l'existence d'un groupe littéraire cohérent et a insisté sur la différence qu'il y avait entre chacun des membres. Par ailleurs, il admirait particulièrement la poésie de Charles Reznikoff.
Comme de nombreux membres ou compagnons des Objectivistes, Rakosi abandonna la poésie dans les années 1940. Après la publication, en 1941, de Selected Poems, il ne se consacra plus qu'à son métier de travailleur social. C’est une lettre qu’il reçut du poète anglais Andrew Crozier (en) à propos de sa poésie qui relança l'écriture chez Rakosi. Après 26 ans de silence, il publia Amulet chez New Directions en 1967 et ses Collected Poems furent publiés, en 1986, par la National Poetry Foundation.

## Traductions françaises
Dans des collectifs
- Europe n° 278/579, juin-juillet 1977 [traductions de Jacques Roubaud]
- Java n°4, été 1990 [Traductions d'Auxeméry]
- Des Objectivistes au Black Mountain College, Éditions de la Nerthe, 2014

Recueil
- Amulette, traduit par Philippe Blanchon, La Barque, 2018,  (ISBN 978-2917504307)